# Jamais Fomos Modernos
Jamais fomos modernos: ensaios de antropologia simétrica (título original, em francês: Nous n'avons jamais été modernes : Essai d'anthropologie symétrique)  é um livro de Bruno Latour escrito em 1991 e traduzido em mais de 20 línguas.
Considerado como uma obra renovadora das discussões de antropologia, o livro analisa o conceito de "moderno", que distinguiria a cultura ocidental daquela dos demais povos que, assim, poderiam ser considerados selvagens, primitivos. No livro, o autor afirma é que nossa Modernidade jamais passou de um projeto e defende que tal projeto falhou.
A primeira parte do livro é uma tentativa de mostrar quais seriam os fundamentos de nossa modernidade, a partir de uma polêmica histórica entre o filósofo Thomas Hobbes, e o cientista Robert Boyle, ambos britânicos. Tratava-se ali do projeto de uma separação entre províncias ontológicas distintas -  Natureza e Cultura - e das possibilidades de se agir sobre elas. Latour procura mostrar por que isso não se efetiva na dita Modernidade, para, num segundo momento, revisar os mais diversos aspectos de nossa filosofia, nossos saberes e do estudo da produção científica.

## Resumo da obra
O livro é dividido em cinco capítulos:
1. Crise

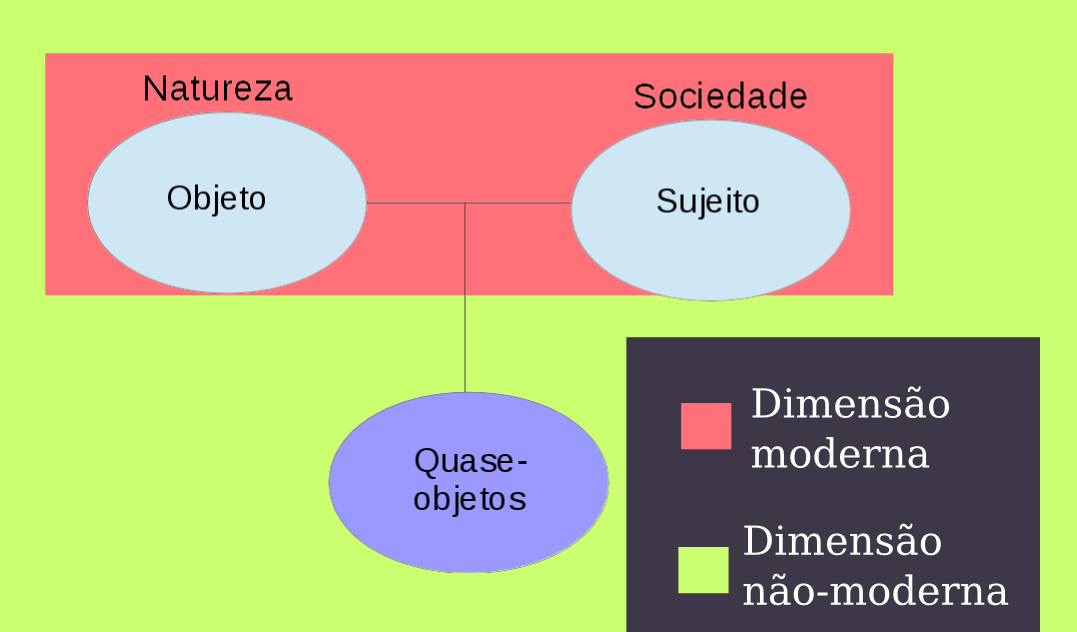
Dimensões moderna e não moderna, segundo Bruno Latour, em "Jamais fomos modernos": o surgimento dos quase-objetos é proveniente da modernidade, mas sua dimensão é ignorada por se tratar de exceções à regra da modernidade. Essas exceções se tornam tão numerosas que se faz necessário admitir um novo espaço para os quase objetos

O livro se inicia com uma crítica à divisão dos temas entre disciplinas puras, o que "fatia" a abordagem dos assuntos. "Aperte o mais inocente dos aerossóis e você será levado à Antártida  e, de lá, à universidade da California, em Irvine, às linhas de montagem de Lyon, à química dos gases nobres, e daí, talvez, até a ONU, mas esse fio frágil será cortado em tantos segmentos quantas forem as disciplinas puras: não misturemos o conhecimento, o interesse, a justiça, o poder."(p. 8)
Apresenta, então, a ideia dos híbridos, que são a mistura dessas disciplinas.
“Nos mesmos somos híbridos, instalados precariamente no interior das instituições científicas, meio engenheiros, meio filósofos, um terço instruídos sem que o desejassemos”(p. 9)
Então Latour argumenta que se desenvolveram abordagens para explicar o mundo (pensa-se aqui nos diversos tipos de abordagem como antropologia, sociologia ou física, por exemplo), mas elas são falhas por serem incompatíveis umas com as outras e por não contemplarem a característica híbrida das entidades. Essas abordagens são a naturalização, que foca suas explicações nos fatos, a socialização, que aborda as relações de poder no desenvolvimento das coisas e a desconstrução que interpreta as narrações e os significados dos discursos - todas, segundo Latour, incompatíveis entre sí.
Finalmente, se desenvolve o conceito de modernidade, deixando claro que podem existir tantos conceitos quanto forem os pensadores a respeito, ao dizer que moderna é a cultura que gera entidades mistas de natureza e cultura e, ao mesmo tempo, cria “duas zonas ontológicas inteirarnente distintas, a dos humanos, de um lado, e a dos nao-humanos, de outro” (p. 16)
2. Constituição
Neste capítulo, se afirma que a constituição Moderna faz distinção entre o judiciário e o executivo embora observemos um intricado jogo de laços e influências nos Teoria da separação dos poderes e, portanto, essa separação entre mundo natural e mundo social tem caráter constitucional na composição da modernidade. O capítulo desenvolve essa analogia descutindo as obras Leviathan and the air-pump: Hobbes, Boyle, and the experimental life (1985) de Steve Shapin e Simon Schaffer e De la justification: les économies de la grandeur (1991) de Luc Boltanski e Laurent Thévenot.
“Da mesma forma que a constituição dos juristas define os direitos e deveres dos cidadãos e do Estado, o funcionamento da justiça e as transmissões de poder, da mesma forma esta Constituição – que escrevo com maiúscula para distinguí-Ia da outra – define os humanos e não-humanos suas propriedades e suas relações, suas competências e seus agrupamentos.” (p. 21)
Conclui o capítulo afimando que o pós-modernismo é um sintoma, pois o pós-modernismo sente que há algo de errado mas não sabe o que fazer. Então propõe admitirmos que “jamais fomos modernos”, rejeitando essa Constituição (definida no começo do capítulo) e assumindo a posição de não-moderno.
3. Revolução

Abordagem das antropologias modernas para a explicação dos saberes considerados verdadeiros ou considerados falsos. As setas representam as explicações e os círculos representam a origem da explicação. A primeira apresenta a abordagem moderna, com as explicações do que se considera falso vindo necessariamente da sociedade e dos seus indivíduos e as explicações "da verdade" vindo da natureza. Um ajuste dessa abordagem é exposto abaixo, com a proposta de explicar tudo a partir da sociedade, tanto o verdadeiro quanto o falso

Proposta de Bruno Latour para o surgimento de explicações da antropologia a partir dos quase-objetos gerando, dessa forma, uma antropologia simétrica resultante de uma abordagem não-moderna que não divide a realidade em artefatos naturais e artificiais

Esse capítulo explica o que, na visão do autor, ocorreu que impediu que a proposta da Modernidade continuasse válida e mostra como a não-modernidade se diferencia ao observar os fatos.
Para Latour, a modernidade entrou em crise devido à proliferação dos híbridos, que são essas estruturas mistas de naturais e artificiais como "embriões congelados, sistemas especialistas, máquinas digitais, robôs munidos de sensores, milho híbrido, bancos de dados, psicotrópicos liberados de forma controlada, baleias equipadas com radio-sondas, sintetizadores de genes, analisadores de audiencia, etc."(p. 53)
4. Relativismo
Tendo, durante o ensaio, proposto a antropologia para explicar o mundo (diz-se o mundo, pois ao rejeitar a modernidade e sua Constituição, rejeita-se a noção de mundo científico ou mundo social) e exposto as diversas falhas na abordagem antropológica moderna, Latour propõe o conceito de antropologia simétrica. Ao analisar a própria cultura ocidental a modernidade falhava quando atribuía as explicações dos conceitos científicos considerados verdadeiros à natureza (pois a ciência, pode se dizer de uma forma um tanto simplista, tenta explicar a natureza e, portanto, suas explicações provém de lá). Porém a proposta de ajuste a essa abordagem totalmente assimétrica tenta explicar tanto o que é verdadeiro quanto o que é falso a partir da perspectiva da sociedade e isso, na verdade, ainda é uma assimetria onde enxergamos a natureza como algo construído e a sociedade como algo da realidade objetiva. "Mas a sociedade, como sabemos agora, tambem é construída, tanto quanto a natureza. Se formos realistas para uma, devemos sê-lo para a outra; se formos construtivistas para uma, também devemos sê-lo para
ambas" (p. 95).
A proposta de Latour consiste em partir as explicações antropológicas a partir de uma perspectiva não-moderna, desenvolvendo as explicações a partir dos quase-sujeitos/quase-objetos que se interconectam e se relacionam formando uma rede dinâmica que se altera com o passar do tempo. Latour afirma que essa posição do antropólogo era impossível ocupar essa posição de observação, pois esse lugar (o lugar dos quase objetos) não existia na dimensão moderna. Dessa forma, a antropologia "nao mais compara as culturas colocando a sua de lado, como se esta possuísse, por um espantoso privilégio, a natureza universal. Ela compara naturezas-culturas." (p. 96)
O autor conclui o capítulo discutindo como podemos comparar as naturezas-culturas e se essa comparação é algo possível.
5. Redistribuição
Bruno Latour encerra seu livro com o capítulo mais curto, no qual reflete sobre uma conciliação entre a modernidade, demais ideias anteriores e a não-modernidade, afirmando o que rejeitamos e aceitamos na nova abordagem. Conclui comentando que "os cientistas" e "os políticos" compunham grupos diferentes onde os primeiros eram mudos porque só falavam em nome da natureza e os segundos não falavam porque haviam escolhido o Soberano para falr por eles, criando a ideia dos parlamentos sobre os quais se falava. Ainda temos, então, os especialistas em cada tópico como nas disciplinas puras, mas agora falando e interagindo em uma posição de equilíbrio desde que um "fale do buraco de ozônio, que um outro represente as indústrias químicas, um terceiro represente os operários destas mesmas indústrias químicas, um quarto os eleitores, um quinto a meteorologia das regiões polares, que um outro fale em nome do Estado; pouco nos importa, contanto que eles se pronunciem todos sobre a mesma coisa, sobre este quase-objeto que criaram juntos, este objeto-discurso-natureza-sociedade cujas novas propriedades espantam a todos e cuja rede se estende de minha geladeira à Antartida passando pela química, pelo direito, pelo Estado, pela economia e pelos satélites. Os imbróglios e as redes que não possuíam um lugar possuem agora todo o espaço. São eles que é preciso representar, é em torno deles que se rende, de agora em diante, o Parlamento das coisas." (p. 142)